# نادژدا اوچکینا
نادژدا اوچکینا (انگلیسی: Nadezhda Ovechkina؛ زادهٔ ۳۰ سپتامبر ۱۹۵۸) بازیکن هاکی روی چمن اهل اتحاد جماهیر شوروی سوسیالیستی است.